# 磯田陽子
磯田 陽子（いそだ ようこ、（現姓：中濱）1978年8月26日 - ）は、大阪府出身のアーティスティックスイミング（当時シンクロナイズドスイミング）選手。2000年シドニーオリンピックシンクロナイズドスイミングチーム銀メダリスト。立命館大学卒業。
一時期、ドイツのシンクロナショナルチームのコーチとして活動していた。